# Скачков Євген Михайлович
Євген Михайлович Скачков (рос. Евгений Михайлович Скачков; нар. 23 грудня 1978) — російський футболіст, півзахисник.

## Життєпис
Розпочав займатися футболом у ДЮСШ-1 міста Супсех Краснодарського краю та в луганському спортінтернаті. Дорослу футбольну кар'єру розпочав у клубі «Авангард-Індустрія». У футболці ровеньківського клубу дебютував 25 жовтня 1995 року в програному (1:2) домашньому поєдинку 19-о туру групи Б Другої ліги проти дністровського «Дністровця». Євген вийшов на поле в стартовому складі та відіграв увесь матч. У складі «Авангард-Індустрії» наприкінці жовтня — на початку листопада 1995 року зіграв 4 поєдинки у Другій лізі України.
У 1996 році повернувся в Росію, виступав за дубль новоросійського «Чорноморця» та «Кубань» зі Слов'янська-на-Кубані. 23 травня 1998 роки зіграв свій дебютний матч у прем'єр-лізі Росії у складі «Чорноморця» проти «Жемчужини». Восени 1998 року грав у прем'єр-лізі за «Тюмень», провів 10 матчів.
З 1999 року виступав за клуби першого і другого дивізіонів Росії, але ніде не затримувався більше ніж на два сезони. У першому дивізіоні виступав за клуби «Спартак-Нальчик» (2000), «Кристал» (Смоленськ, 2002), «Локомотив» (Чита, 2004), «Амур» (Благовєщенськ, 2005). Всього в клубах першого дивізіону зіграв 88 матчів і забив 10 голів.
У 2007 році завершив професіональнуну кар'єру, потім ще декілька років грав на аматорському рівні за клуби Краснодарського краю.